# Амшинская, Елена Борисовна
Еле́на Бори́совна Амши́нская (21 октября 1934, Усть-Каменогорск, Казахская ССР, СССР — 8 июля 2022) — советский художник, художник кино, член Союза писателей России.

## Биография
Родилась в Усть-Каменогорске, однако задолго до войны семья переехала в Ленинград. С началом войны отец ушёл на фронт, а она вместе с матерью и бабушкой, эвакуировалась в Новосибирск, где жили их родственники. В Ленинград вернулись до окончания войны.
Начиная с 5-го класса, училась в школе при Академии Художеств.
В 1960 году окончила факультет живописи Ленинградской Академии художеств (мастерская В. М. Орешникова, преподаватели А. А. Мыльников, Б. С. Угаров). Окончив учёбу, преподавала в изостудии, работала художником-постановщиком самодеятельного театра в Петродворце.
С 1963 года — художник по костюмам; а с 1982 по 1990 год — художник-постановщик киностудии «Ленфильм».
Член Санкт-Петербургского Союза художников. Член Союза кинематографистов России. Член Санкт-Петербургского Союза писателей России. Ветеран труда.
Участник многочисленных коллективных выставок.
Персональные выставки: редакция журнала «Аврора» (1973), киностудия «Ленфильм» (1981).
О смерти Елены Амшинской с запозданием сообщила газета «Союз кинематографистов. Новости» в № 433 от 20 ноября 2023 года. Как указано в издании, Елена Борисовна скончалась 8 июля 2022 года.

## Фильмография
Художник по костюмам
- 1964 — Весенние хлопоты
- 1965 — Иду на грозу
- 1966 — Республика ШКИД
- 1969 — На пути в Берлин
- 1969 — Рокировка в длинную сторону
- 1970 — Мой добрый папа
- 1970 — Хозяин)
- 1972 — Моя жизнь
- 1974 — Незнакомый наследник
- 1975 — Шаг навстречу
- 1978 — Безымянная звезда
- 1978 — Ошибки юности (режиссёр: Борис Фрумин)
- 1979 — Десант на Орингу (режиссёр: Михаил Ершов)
- 1980 — Разжалованный
- 1982 — Прозрачное солнце осени (короткометражный; режиссёр Виктор Бутурлин)
- 1986 — Скорбное бесчувствие

Художник-постановщик
- 1982 — Прозрачное солнце осени (короткометражный; режиссёр Виктор Бутурлин)
- 1986 — Скорбное бесчувствие
- 1986 — Письма мёртвого человека (совместно с Виктором Ивановым)
- 1988 — Дни затмения
- 1990 — Посредине мира (документально-игровой; режиссёр Вячеслав Амирханян)
- 1989 — Спаси и сохрани
- 1992 — Мы едем в Америку (Россия — Швейцария; режиссёр Ефим Грибов)

Продюсер
- 1992 — Мы едем в Америку (Россия — Швейцария; режиссёр Ефим Грибов)

## Признание и награды
- 1987 — Государственная премия РСФСР имени братьев Васильевых — за фильм «Письма мёртвого человека» (1986)[источник не указан 1100 дней]